# Millbrook (Cornovaglia)
Millbrook (Govermelin in lingua cornica) è un villaggio e parrocchia civile dell'Inghilterra, appartenente alla contea della Cornovaglia.